# Eberlein
Eberlein ist ein deutscher Familienname.

## Varianten
- Eber, Eberl, Eberle, Eberlin

## Namensträger
- Alexander Eberlein (* 1988), deutscher Fußballspieler
- Alfred Eberlein (1916–1982), deutscher Bibliothekar
- Astrid Eberlein (1935–2010). deutsche Pädagogin und Bibliothekarin
- August Eberlein (1877–1949), deutscher Militär und bayerischer Staatsbeamter
- Christian Eberhard Eberlein (1749–1804), deutscher Zeichenlehrer
- Christian Nikolaus Eberlein (1721–1788), Kopist, Porträtmaler und Galerieinspektor
- Frank Eberlein (* 1969), deutscher Moderator, Redakteur, Reporter und Autor
- Fritz Eberlein (Maler) (1872–1931), deutscher Maler
- Georg Eberlein (Baumeister) (1819–1884), deutscher Architekt und Maler
- Georg Eberlein (Politiker) (1888–1976), deutscher Politiker (DVP, LDP)
- Gerald L. Eberlein (1930–2010), deutscher Soziologe
- Gerhard Eberlein (1858–1923), deutscher evangelischer Theologe und Kirchenhistoriker
- Gisela Eberlein (1915–1992), deutsche Ärztin und Sachbuchautorin
- Gottfried Eberlein (1936–2023), deutscher Fußballspieler
- Gustav Eberlein (1847–1926), deutscher Bildhauer, Maler und Schriftsteller
- Gustav Karl Julius Eberlein (1873–1942), deutscher Bildhauer
- Heinz vom Kreuz Eberlein (1935–1964), deutscher römisch-katholischer Ordensmann, Missionar und Märtyrer
- Hermann Eberlein (1917–2010), deutscher Leichtathlet
- Hermann-Peter Eberlein (* 1957), deutscher evangelischer Kirchenhistoriker
- Horst Eberlein (* 1950), deutscher römisch-katholischer Geistlicher, Weihbischof im Erzbistum Hamburg
- Hugo Eberlein (1887–1941), deutscher Politiker (KPD)
- Jakob Eberlein (1575–1633), Bischof von Seckau
- Johann Christian Eberlein (1778–1814), deutscher Zeichenlehrer
- Johann Friedrich Eberlein (1695–1749), deutscher Porzellanmodelleur
- Johann Georg Eberlein (1858–1918), deutscher Architekt
- Johann Konrad Eberlein (* 1948), deutsch-österreichischer Kunsthistoriker
- Klaus Eberlein (1941–2023), deutscher Graphiker, Illustrator und Keramik-Plastiker
- Kurt Karl Eberlein (1890–1944/1945), deutscher Kunsthistoriker
- Lars Eberlein (* 1971), deutscher Basketballfunktionär
- Ludwig Eberlein (Journalist) (1902–1979), deutscher Jurist und Journalist
- Ludwig Eberlein (Ingenieur) (* 1931), deutscher Ingenieur und Hochschullehrer
- Norbert Eberlein (* 1956), deutscher Drehbuchautor und Schriftsteller
- Otto Eberlein (1827–1896), deutscher Maler, Zeichner und Zeichenlehrer
- Richard Eberlein (1869–1921), deutscher Veterinärmediziner
- Roland Eberlein (* 1959), deutscher Musikwissenschaftler
- Werner Eberlein (1919–2002), deutscher Politiker (SED)
- Wilhelm Eberlein (1784–1845), deutscher Maler und Zeichenlehrer
- Willi Eberlein (1904–1986), deutscher Politiker (RSF)
- William Frederick Eberlein (1917–1986), US-amerikanischer Mathematiker